# Lubrzanka (dopływ Osobłogi)
Lubrzanka (cz. Pavlovický potok, niem. Leubergraben) – potok w Czechach i w Polsce w województwie opolskim (powiat prudnicki), częściowo na ziemi prudnickiej, długości 14,86 km.

## Przebieg
Potok ma swoje źródło w okolicy Dzielnicy Przemysłowej w północnej części Prudnika. Następnie przepływa przez Lubrzę i wpływa do miejscowości Slezské Pavlovice w Czechach. Wpływa do rzeki Osobłoga na południe od Racławic Śląskich i na północ od Pomorzowic.